# Manuel Valls
Manuel Carlos Valls Galfetti (Barcelona, 13 augustus 1962) is een Frans en Spaans politicus. Van 31 maart 2014 tot 6 december 2016 was hij premier van Frankrijk. Tussen 2019 en 2021 was hij gemeenteraadslid in zijn geboortestad Barcelona.

## Levensloop
Valls is in Barcelona geboren tijdens de vakantie van zijn ouders. In 1982 is hij tot Fransman genaturaliseerd. Hij is de zoon van de Spaanse schilder Xavier Valls en de Zwitserse actrice Louisangela Galfetti. Zijn oom is de architect Aurelio Galfetti.
Valls werd in 1980 op 17-jarige leeftijd lid van de Parti socialiste (PS) en werd adviseur studiezaken van Michel Rocard, die een alternatieve vorm van socialisme voorstond, La Deuxième gauche genaamd. Omdat Valls destijds nog niet de Franse nationaliteit had, mocht hij tijdens de presidentsverkiezingen van 1981 niet stemmen. Valls was later adviseur van Lionel Jospin. In de voorverkiezingen van 2008 steunde hij Ségolène Royal.

## Politiek

### Frankrijk

#### Burgemeester
Van 2001 tot 2012 was hij elf jaar lang de burgemeester van de gemeente Évry. Als burgemeester legde hij de nadruk op inburgering van de niet uit Frankrijk afkomstige inwoners van Évry.

#### Minister van Binnenlandse Zaken
Binnen de PS gold Valls als rechts. In 2012 was hij zelf presidentskandidaat voor de PS. In het debat tussen de socialistische kandidaten pleitte hij ervoor het begrotingstekort terug te dringen tot de 3%-norm van Europa. In de eerste ronde van de voorverkiezingen haalde hij slechts 6 procent van de stemmen. Vervolgens sprak hij zich uit voor François Hollande, die uiteindelijk tot president werd verkozen en Valls op 16 mei 2012 benoemde tot minister van Binnenlandse Zaken. Als minister viel Valls op door geharnaste taal inzake de aanwezigheid van Roma.

#### Eerste minister
Op 31 maart 2014 werd hij door president Hollande benoemd tot premier van Frankrijk en opgedragen een nieuwe regering te vormen. Valls volgde premier Jean-Marc Ayrault op, die ontslag had genomen vanwege de door de PS verloren gemeenteraadsverkiezingen de dag daarvoor. Eerder was Valls minister van Binnenlandse Zaken in diens regeringen-Ayrault I en II. Valls voerde een uiterst onpopulaire hervorming van de arbeidswetgeving door en deed dit met een mechanisme dat parlementaire controle op die wetgeving buitenspel zet, een omstreden strategie. Valls werd verweten van het socialisme een neo-conservatieve beweging te maken.
Valls leidde twee regeringen: de regering-Valls I (van 31 maart tot 26 augustus 2014) en aansluitend de regering-Valls II (tot 6 december 2016).

#### Presidentskandidaat
Hij diende op 6 december 2016 zijn ontslag in als premier, na zijn kandidatuur voor de presidentsverkiezingen van 2017 bekend te hebben gemaakt. In de voorverkiezingen van zijn partij verloor hij van Benoît Hamon. Hij liet hierop duidelijk verstaan dat hij niet voor hem zou stemmen, maar wel voor Emmanuel Macron.

#### Parlementslid
Voor de parlementsverkiezingen van juni 2017 stelde Valls zichzelf in Évry kandidaat namens Macrons partij La République en marche. Die partij wilde hem echter niet als een van haar kandidaten erkennen, omdat hij niet aan de gestelde voorwaarden voldeed. In de eerste ronde moest hij het opnemen tegen 21 andere kandidaten en in de tweede ronde had hij een tegenkandidate van La France insoumise, die de steun genoot van Benoît Hamon. Valls werd verkozen met een zeer geringe meerderheid (50,3% oftewel 139 stemmen). De tegenpartij betwistte de uitslag en hield een manifestatie tegen hem op de trappen van het stadhuis van Évry. Desondanks nam Valls opnieuw zitting in de Assemblée nationale.
Eind juni 2017 verliet Valls formeel de Parti socialiste. Hij werd als geaffilieerd lid aangenomen in de parlementaire groep van La République en marche.
In 2018 besefte Valls dat er, door zijn omstreden optreden als premier, voorlopig geen politieke toekomst voor hem was weggelegd in Frankrijk. Hij kondigde daarom zijn intentie aan deel te nemen aan de gemeenteraadsverkiezingen in zijn geboortestad Barcelona en burgemeester te worden van die stad. Op 2 oktober van dat jaar legde hij zijn functie als volksvertegenwoordiger in de Assemblée nationale neer met een afscheidsrede.
Na ruim twee jaar (2019–2021) in de gemeenteraad van Barcelona gediend te hebben, stelde Valls zich in 2022 toch weer kandidaat bij de Franse parlementsverkiezingen, waar hij opkwam namens het vijfde kiesdistrict voor Fransen in het buitenland. Valls werd echter al in de eerste ronde uitgeschakeld.

### Spanje
Op 18 september 2018 stelde Valls zich officieel kandidaat voor de gemeenteraadsverkiezingen in Barcelona. Hoewel hij niet officieel lid werd van de liberale partij Ciudadanos, genoot hij in de aanloop naar de verkiezingen wel de expliciete steun van die partij, die geen tegenkandidaat aanwees en een lijstverbinding met hem aanging. Valls sprak zich expliciet uit tegen de onafhankelijkheid van Catalonië en maakte hiervan het belangrijkste programmapunt in zijn campagne. 
Hoewel hij direct na het aankondigen van zijn deelname aan de gemeenteraadsverkiezingen meteen hoog stond in de peilingen, zakte die steun in de aanloop naar de verkiezingen langzaamaan in, waardoor hij uiteindelijk slechts 6 van de 41 zetels in de gemeenteraad wist te behalen. Hiermee vervulde hij wel een sleutelrol in de vorming van het college van burgemeester en wethouders. De Catalaanse onafhankelijkheidspartij ERC werd de grootste, maar door zijn onvoorwaardelijke steun uit te spreken voor zittend burgemeester Ada Colau wist Valls te voorkomen dat deze partij de stad zou gaan besturen. Omdat Colaus partij En Comú en Ciudadanos elkaar op geen enkele manier wilden steunen, leverde deze stellingname Valls een breuk op met die laatste partij, waardoor hij uiteindelijk als onafhankelijk gemeenteraadslid verder moest gaan. Tot en met augustus 2021 was Valls als gemeenteraadslid actief. Eerder sloot hij niet uit in de toekomst de sprong te maken naar de nationale Spaanse politiek.
- Bibliothèque nationale de France: cb15104128n (data)
- Catàleg d'autoritats de noms i títols de Catalunya: 981058612778106706
- Gemeinsame Normdatei: 1013106393
- International Standard Name Identifier: 0000 0001 2020 7824
- Library of Congress Control Number: n2007063578
- Nationale Bibliotheek van Polen: a0000002905618
- Système universitaire de documentation: 092378005
- Virtual International Authority File: 10142929
- WorldCat: E39PBJk4JqmykbrjYJrGkCJqwC